# 太陽軌道載具
太陽軌道載具 (SolO) 是由歐洲太空總署 (ESA) 發展，計畫環繞太陽的衛星。主要任務方案是於2017年1月由擎天神五號運載火箭從佛羅里達州的甘迺迪太空中心發射。  SolO打算執行內太陽圈和新生太陽風的詳細測量，並觀測太陽的極區，這些都是從地球很難做到的，這些密切的觀測都都是為了服務和回答這個問題：太陽是如何創造和控制太陽圈？ 
太陽軌道載具將在距離太陽約60(RS)，或是0.284天文單位 (AU)，位於水星近日點0.3075AU的內側。在2012年的設計是要讓它靠近至45 RS。

從地球 (左邊，1AU) 和太陽軌道載具 (右邊，0.284AU) 看見的太陽大小比較。

## 科學目標
- 太陽風的電漿和磁場是起源於日冕的何處和如何形成的？
- 太陽的瞬變是如何驅動太陽圈的變化？
- 太陽爆發產生的高能粒子輻射是如何充滿太陽圈？
- 太陽發電機是如何運作和驅動太陽和太陽圈之間的聯繫連結？

## 酬載
觀測的基礎任務定義了酬載的內容：
太陽圈儀器套件：
- 太陽風分析儀 (Solar Wind Analyser，SWA)：測量太陽風的性質和組成
- 高能例子探測器 (Energetic Particle Detector，EPD)：測量超熱的離子、電子、中性原子，以及能量範圍在幾KeV/nuc到能量高達100MeV (質子) 和200MeV/nuc (重離子) 的相對論性電子和離子
- 磁強計 (Magnetometer，MAG)：將提供詳細的磁場強度測量
- 無線電和電漿分析儀 (Radio and Plasma Wave analyser，RPW)：測量高時間解析度的磁場和電場

太陽遙測儀器：
- 極化和日震影像儀 (Polarimetric and Helioseismic Imager，PHI)：提供高解析和全盤面的光球磁場測量
- 極紫外全太陽高解析影像儀 (EUV full-Sun and high-resolution Imager，EUI)：不同層次的太陽大氣層影像
- 極紫外光譜影像儀 (EUV spectral Imager （页面存档备份，存于） (SPICE))：提供完整的太陽盤面和日冕影像，太陽電漿體的特性
- X射線光譜/望遠鏡 (X-ray spectrometer/telescope (STIX)（页面存档备份，存于）)：提供從4至150KeV電子伏特能量的熱與非熱太陽X射線輻射的光譜影像
- 日冕儀 (METIS)：提供同時的日冕紫外線 (121.6nm) 和極化的可見光影像
- 太陽圈成像儀 (Heliospheric Imager，SoloHI)：準靜態和太陽風流動的瞬時影像

## 外部連結
- Solar Orbiter homepage（页面存档备份，存于）